# Дунс Сити (Орегон)
Дунс Сити (енгл. Dunes City) град је у америчкој савезној држави Орегон.

## Демографија
По попису из 2010. године број становника је 1.303, што је 62 (5,0%) становника више него 2000. године.
| Група             | 2000.         | 2010.         |
| Белци             | 1.190 (95,9%) | 1.226 (94,1%) |
| Афроамериканци    | 1 (0,1%)      | 3 (0,2%)      |
| Азијати           | 6 (0,5%)      | 9 (0,7%)      |
| Хиспаноамериканци | 15 (1,2%)     | 22 (1,7%)     |
| Укупно            | 1.241         | 1.303         |